# José Martínez Puig
José Martínez Puig (Algemesí, 15 de setembre de 1958) és un exfutbolista valencià, que ocupava la posició de porter.

## Trajectòria
Comença a l'Algemesí, sent ben prompte captat pel RCD Espanyol, que l'incorpora al seu planter. El 1980 recala al Girona FC, on milita dues temporades abans de retornar al País Valencià, on juga amb el Llevant UE (82/86) i l'Olímpic de Xàtiva (86/87).
L'estiu de 1987 fitxa pel CE Castelló, de Segona Divisió. Eixa temporada, la 87/88, és el porter titular, jugant 38 partits. Eixa condició la perd a l'any següent i seria suplent fins a la temporada 91/92. En aquest període, el Castelló milita dues temporades a primera divisió, en les quals el d'Algemesí tan sols disputa un encontre, a la 89/90. Es retira el 1993, després d'haver jugat amb la UE Oliva.
Penjades les botes, ha seguit vinculat al món del futbol dins l'equip tècnic del Llevant UE.